# Puissance spirituelle du verbe
Pour les articles homonymes, voir PSV.
La Puissance spirituelle du verbe (en sigle, PSV) est une organisation dite spirituelle pour l'Afrique et le réveil de l'homme noir en général, créée le 23 février 1980 par Bavua Ntinu et présente dans 4 pays africains.

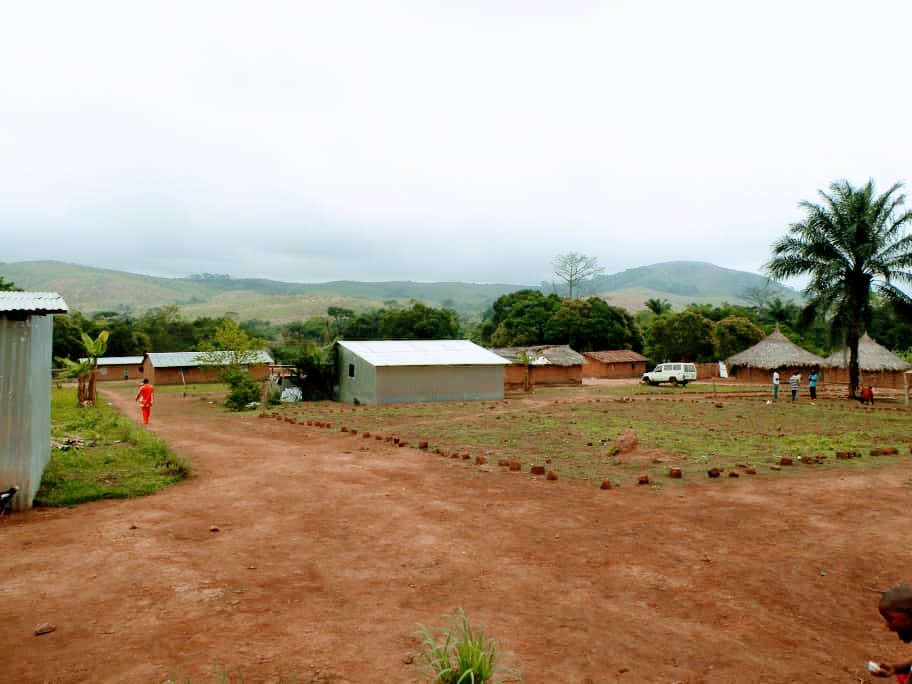
Cité spirituelle de Kikandikila (RDC)

C'est un ordre initiatique qui prône la purification spirituelle de tout ce qui existe en nettoyant les corps à la fois spirituel, astral et physique, par l'usage du son et de la lumière divine, à travers des techniques et codes qui permettent d’entrer en contact avec toute entité existante ; mais, d’après son initiateur, l’absence des maîtres spirituels et des véritables prophètes dans la race noire fait défaut depuis des années, ce qui explique le retard que connaissent les noirs et surtout leur ignorance sur la grandeur de l’univers, selon lui,,,,.